# Rafael Marques Mariano
Rafael Marques Mariano (São Paulo, 27 mei 1983) is een Braziliaans voetballer.